# Murray Alper
Murray Alper (* 11. Januar 1904 in New York City, New York; † 16. November 1984 in Los Angeles, Kalifornien) war ein US-amerikanischer Schauspieler.

## Leben und Werk
Murray Alper begann seine Schauspielkarriere am Theater. Von 1927 bis 1940 trat er in zehn verschiedenen Stücken am Broadway auf, darunter 1927 und 1928 in dem Stück The Royal Family. Seine Rolle aus dem Stück wiederholte er 1930 in The Royal Family of Broadway, seinem Filmdebüt. Danach trat er erstmal weiterhin vor allem im Theater auf. Erst ab 1935 war er hauptsächlich im Kino zu sehen. Er spielte hauptsächlich kleine Rollen wie Polizisten, Soldaten oder vor allem Taxifahrer. Obwohl er in seinen meisten Filmen nicht genannt wurde, bezeichnet der Filmkritiker Hal Erickson ihn als eine „unausweichliche Filmpräsenz“. Selten bekam er Credits in A-Filmen, wie zum Beispiel die des Taxifahrers Frank in Die Spur des Falken. 1943 sollte er in Das Rettungsboot eine größere Rolle übernehmen, wurde jedoch durch William Bendix ersetzt, weil er zu Beginn der Dreharbeiten krank wurde. Laut einem Bericht in der Variety sollte Bendix auf Wunsch von 20th Century Fox die Rolle spielen, entschied sich aber für einen anderen Film. Auf Vorschlag von Alfred Hitchcock wurde daraufhin Murray Alper verpflichtet. Als der andere Film dann aber doch nicht gedreht wurde, setzte Darryl F. Zanuck durch, dass Bendix die Rolle zurückbekam. Dennoch war Murray Alper in drei Hitchcockfilmen zu sehen, nämlich in Mr. und Mrs. Smith wiederum als Taxifahrer, in Saboteure als der auf der Flucht befindlichen Hauptfigur loyal gesinnter LKW-Fahrer und in Der Fremde im Zug in einer kleinen, aber für die Handlung entscheidenden Rolle als Bootsverleiher.
In seiner langen Karriere – die Internet Movie Database listet 250 Auftritte und das American Film Institute etwa 160 Filme – trat Murray Alper hauptsächlich in Filmkomödien auf, wie zum Beispiel ab 1958 in mehreren Jerry-Lewis-Filmen. Besonders untypisch für ihn war dabei der Auftritt als Judolehrer in Der verrückte Professor. 1948 begann er, auch in Fernsehserien aufzutreten. So hatte er Gastauftritte in Alfred Hitchcock präsentiert, Lassie, Maverick, 77 Sunset Strip, The Munsters, The Beverly Hillbillies, Mini-Max und Verrückter wilder Westen. Ab 1955 betreute er in vier Filmen offiziell die Schauspieler beim Lernen ihrer Dialoge.
Murray Alper starb am 16. November 1984. Er wurde im Hollywood Forever Cemetery begraben und liegt dort neben seiner Frau Beatrice.
Synchronisiert wurde Murray Alper von Sprechern wie unter anderen Otto Czarski, Bruno W. Pantel, Toni Herbert, Clemens Hasse oder Thomas Danneberg.

## Filmografie (Auswahl)

### Filme
- 1930: The Royal Family of Broadway
- 1935: Little Big Shot
- 1935: The Public Menace
- 1935: Liebe im Handumdrehen (Hands Across the Table)
- 1936: Ausgerechnet Weltmeister (The Milky Way)
- 1936: Panic on the Air
- 1936: The Big Broadcast of 1937
- 1936: Winterset
- 1936: Dünner Mann, 2. Fall (After the Thin Man)
- 1937: Torture Money
- 1937: Sea Devils
- 1937: Der Held im Ring (When’s Your Birthday?)
- 1937: Big Town Girl
- 1938: Dr. Kildare: Sein erster Fall (Young Dr. Kildare)
- 1938: Submarine Patrol
- 1938: Mein Mann, der Cowboy (The Cowboy and the Lady)
- 1938: Next Time I Marry
- 1939: King of the Underworld
- 1939: Rose of Washington Square
- 1939: Drunter und drüber (It’s a Wonderful World)
- 1939: Die Findelmutter (Bachelor Mother)
- 1939: Die wilden Zwanziger (The Roaring Twenties)
- 1939: Dünner Mann, 3. Fall (Another Thin Man)
- 1939: The Night of Nights
- 1940: Schwarzer Freitag (Black Friday)
- 1940: Meine Lieblingsfrau (My Favorite Wife)
- 1940: Die Dame ist der Gatte (Turnabout)
- 1940: Sailor’s Lady
- 1940: Blondie Has Servant Trouble
- 1940: Glückspilze (Lucky Partners)
- 1940: Im Taumel der Weltstadt (City for Conquest)
- 1941: Mr. und Mrs. Smith (Mr. & Mrs. Smith)
- 1941: Der Herzensbrecher (Affectionately Yours)
- 1941: Ufer im Nebel (Out of the Fog)
- 1941: Caught in the Draft
- 1941: Sergeant York
- 1941: Keine Blumen für O’Hara (Bullets for O’Hara)
- 1941: My Life with Caroline
- 1941: Herzen in Flammen (Manpower)
- 1941: Die Spur des Falken (Die Spur des Falken)
- 1941: Schrecken der zweiten Kompanie (You’re in the Army Now)
- 1942: Fräulein Mama (The Lady Is Willing)
- 1942: Saboteure (Saboteur)
- 1942: Yankee Doodle Dandy
- 1942: Der große Gangster (The Big Shot)
- 1942: Die Gaylords (The Gay Sisters)
- 1943: Keine Zeit für Liebe (No Time for Love)
- 1943: In die japanische Sonne (Air Force)
- 1943: Ohne Rücksicht auf Verluste (Bombardier)
- 1943: Hers to Hold
- 1943: This Is the Army
- 1943: Korvette K 225 (Corvette K-225)
- 1944: Die Träume einer Frau (Lady in the Dark)
- 1944: Pinky und Curly (Once Upon a Time)
- 1944: Mission im Pazifik (Wing and a Prayer)
- 1944: Army Wives
- 1945: Der Engel mit der Trompete (The Horn Blows at Midnight)
- 1945: Honeymoon Ahead
- 1945: Schnellboote vor Bataan (They Were Expendable)
- 1946: Up Goes Maisie
- 1946: Angel on My Shoulder
- 1946: Gallant Bess
- 1947: Die lange Nacht (The Long Night)
- 1948: Slippy McGee
- 1948: Schlingen der Angst (Sleep, My Love)
- 1948: Geld oder Liebe (Let’s Live a Little)
- 1948: Blondie’s Secret
- 1948: Die Macht des Bösen (Force of Evil)
- 1948: Ein Pferd namens October (The Return of October)
- 1949: Spiel zu dritt (Take Me Out to the Ball Game)
- 1949: Hoher Einsatz (Any Number Can Play)
- 1949: Heut’ gehn wir bummeln (On the Town)
- 1949: Liebe auch ohne Patent (Free for All)
- 1950: Inspektor Goddard (Appointment with Danger)
- 1950: Der Scharfschütze (The Gunfighter)
- 1951: Navy Bound
- 1951: Das Wiegenlied vom Broadway (Lullaby of Broadway)
- 1951: Der Fremde im Zug (Strangers on a Train)
- 1951: Jules Verne – Die Reise zur geheimnisvollen Insel (Lost Continent)
- 1952: The Steel Fist
- 1952: Mein Herz singt nur für Dich (Because You’re Mine)
- 1952: Army Bound
- 1952: Jazz Singer (The Jazz Singer)
- 1953: Ärger auf der ganzen Linie (Trouble Along the Way)
- 1953: Tricky Dicks
- 1953: Murder Without Tears
- 1953: Arena
- 1953: Sittenpolizei (Vice Squad)
- 1953: Hölle der Gefangenen (Devil’s Canyon)
- 1954: Die Autofalle von Las Vegas (Highway Dragnet)
- 1956: Straße des Verbrechens (Slightly Scarlet)
- 1957: So enden sie alle (Baby Face Nelson)
- 1958: Der Geisha Boy (The Geisha Boy)
- 1959: Der Mann aus Philadelphia (The Young Philadelphians)
- 1959: Engel auf heißem Pflaster (Say One for Me)
- 1960: Frankie und seine Spießgesellen (Ocean’s 11)
- 1962: Auf glühendem Pflaster (Walk on the Wild Side)
- 1962: Was geschah wirklich mit Baby Jane? (What Ever Happened to Baby Jane?)
- 1962: Geld spielt keine Rolle (It’s Only Money)
- 1963: Papa’s Delicate Condition
- 1963: Der verrückte Professor (The Nutty Professor)
- 1964: Die Heulboje (The Patsy)
- 1964: Der Tölpel vom Dienst (The Disorderly Orderly)
- 1965: The Outlaws Is Coming
- 1967: Ein Froschmann an der Angel (The Big Mouth)
- 1968: Als das Licht ausging (Where Were You When the Lights Went Out?)
- 1969: Jerry, der Herzpatient (Hook, Line & Sinker)

### Fernsehserien
- 1948: Public Prosecutor (Folge 1x22)
- 1951–1954: The Adventures of Wild Bill Hickok (4 Folgen, 4 Rollen)
- 1954: Superman – Retter in der Not (Adventures of Superman, Folge 2x21)
- 1955, 1960: Alfred Hitchcock präsentiert (Alfred Hitchcock Presents, 2 Folgen, 2 Rollen)
- 1958: Mutter ist die Allerbeste (The Donna Reed Show, Folge 1x14)
- 1958: Alle lieben Bob (The Bob Cummings Show, Folge 5x14)
- 1960: Lassie (Folge 6x29)
- 1960: Maverick (Folge 4x02)
- 1961: Bronco (Folge 3x05)
- 1961: Surfside 6 (2 Folgen, 2 Rollen)
- 1961–1962: Cheyenne (3 Folgen, 3 Rollen)
- 1961–1964: 77 Sunset Strip (4 Folgen, 4 Rollen)
- 1962: Hawaiian Eye (2 Folgen, 2 Rollen)
- 1963: Dennis, Geschichten eines Lausbuben (Dennis the Menace, Folge 4x22)
- 1964: Wagon Train (Folge 8x04)
- 1964: The Munsters (Folge 1x07)
- 1965: The Beverly Hillbillies (Folge 3x17)
- 1965: Petticoat Junction (Folge 2x23)
- 1966: Hazel (Fernsehserie, Folge 5x19)
- 1966, 1968: Mini-Max (Get Smart, 2 Folgen, 2 Rollen)
- 1967: Verrückter wilder Westen (The Wild Wild West, Folge 2x28)
- 1967: Green Acres (2 Folgen, 2 Rollen)